# Слепые сцинки
Слепые сцинки, или фейлинии (лат. Feylinia) — род ящериц из семейства сцинковых. Обычно выделяются в монотипическое подсемейство слепых сцинков (Feylininae).
Безногие роющие сцинки. Глаза редуцированы и полностью скрыты под кожей, снаружи заметны лишь в виде темных пятен. Наружные отверстия ушей отсутствуют. Конечности утрачены полностью, но сохраняются рудименты плечевого и тазового поясов. Хвост короткий и притупленный на конце. В черепе утрачиваются височные дуги, что отличает фейлиний от большинства других сцинков.
Слепые сцинки распространены в странах экваториальной Африке и на некоторых островах в Гвинейском заливе. Ведут роющий образ жизни и часто обнаруживаются в термитниках. Питаются преимущественно термитами. Самки рождают живых детенышей.

## Классификация
Виды:
- Feylinia boulengeri
- Feylinia currori
- Feylinia elegans
- Feylinia grandisquamis
- Feylinia polylepis